# Aurora do Tocantins
Aurora do Tocantins es un municipio brasileño del estado de Tocantins. Se localiza a una latitud 12º42'47" sur y a una longitud 46º24'28" oeste, estando a una altitud de 468 metros. Su población estimada en 2020 era de 3 783 habitantes. Posee un área de 696,194 km².